# Hans Günther (Schriftsteller)
Hans Günther (* 8. September 1899 in Bernburg; † 10. November 1938 in Wladiwostok) war ein marxistischer Nationalökonom, deutscher Schriftsteller und Literaturkritiker.

## Leben und Werk
Günther promovierte 1923 mit einer Arbeit zur Marxschen Mehrwerttheorie. Er veröffentlichte in der kommunistischen Presse theoretische Beiträge, Theater-, Film- und Literaturkritiken.
1930 trat er der KPD bei. Er schrieb für Die Rote Fahne, die Linkskurve und wurde Mitarbeiter der Abteilung „Agitation und Propaganda“ beim Zentralkomitee der KPD in Berlin. 1932 siedelte er nach Moskau über und wurde Mitglied des sowjetischen Schriftstellerverbandes sowie Redakteur der deutschsprachigen Ausgabe der Internationalen Literatur. Die Zeitschrift war das Organ der  Internationalen Vereinigung revolutionärer Schriftsteller (IVRS) – einer Organisation der Komintern – und wurde außer in Russisch auch auf Deutsch publiziert. 1935 veröffentlichte er dort sein Buch Der Herren eigener Geist. Die Ideologie des Nationalsozialismus.
Im Zuge der Stalinschen Säuberungen wurde Hans Günther am 4. November 1936 in der UdSSR verhaftet und zu fünf Jahren Lagerhaft im Gulag verurteilt. Er starb im November 1938 im Durchgangslager Wladiwostok an Typhus. Erst 1981 erschienen seine Ausgewählten Schriften in der DDR.
Günthers Lebensgefährtin Trude Richter (1899–1989) verbrachte die meisten Jahre der Emigration in der Sowjetunion von 1936 bis 1953 in Lagerhaft und Verbannung. Sie kehrte erst 1957 nach Deutschland (DDR) zurück. In ihrem Werk Totgesagt. Erinnerungen beschreibt Richter das Leben von Hans Günther unter dem Kürzel H.G.

## Werke
- Die Schlafmütze von Weimar. In: Die Links-Kurve. 2. Jg. Nr. 12. Dezember 1930, S. 38–39.
- Mängel unserer Kunstkritik. In: Die Links-Kurve. 3. Jg. Nr. 3. März 1931, S. 4–8.
- Sowjet-Deutschland muss kommen! In: Die Links-Kurve. 3. Jg. Nr. 11. November 1931, S. 1–5.
- Rote Front oder Eiserne Front. In: Die Links-Kurve. 4. Jg. Nr. 2. Februar 1932, S. 1–4.
- Der japanisch-chinesische Konflikt und die Intellektuellen. In: Die Links-Kurve. 4. Jg. Nr. 3. März 1932, S. 21–34.
- Bernhard von Brentano. Der Beginn der Barbarei in Deutschland. In: Die Links-Kurve. 4. Jg. Nr. 6. Juni 1932, S. 31–35.
- Fünfzehn Jahre Sowjetliteratur. In: Die Links-Kurve. 4. Jg. Nr. 11/12. Nov./Dez. 1932, S. 6–11.
- Der Herren eigner Geist. Die Ideologie des Nationalsozialismus. Verlagsgenossenschaft Ausländischer Arbeiter in der UdSSR, Moskau, Leningrad 1935.
  - Der Herren eigner Geist. Ausgewählte Schriften. Aufbau-Verlag, Berlin, Weimar 1981.
- In Sachen gegen Bertram. Ukrdershnazmenwydaw, Kiew, Charkow 1936.